# UD Condor
UD Condor，是日本UD卡車於1970年代起所推出的一款中型貨車，車身重量為介乎5.5-16噸之間。其名稱由來取自於禿鷹英文「Condor」。
其主要競爭對手為日野Ranger、三菱Fighter、五十鈴Forward。
此車型一般都是用作中等物流運送，主要市場為亞洲，諸如香港、泰國、印尼、馬來西亞等等。另外在北美洲以及大洋洲也甚為普及。
2010年代，由於Condor銷量偏低，結果於2017年不再生產Condor，改為五十鈴Forward以UD Condor名義銷售。

## 型號

### 第一代（1975-1983年）

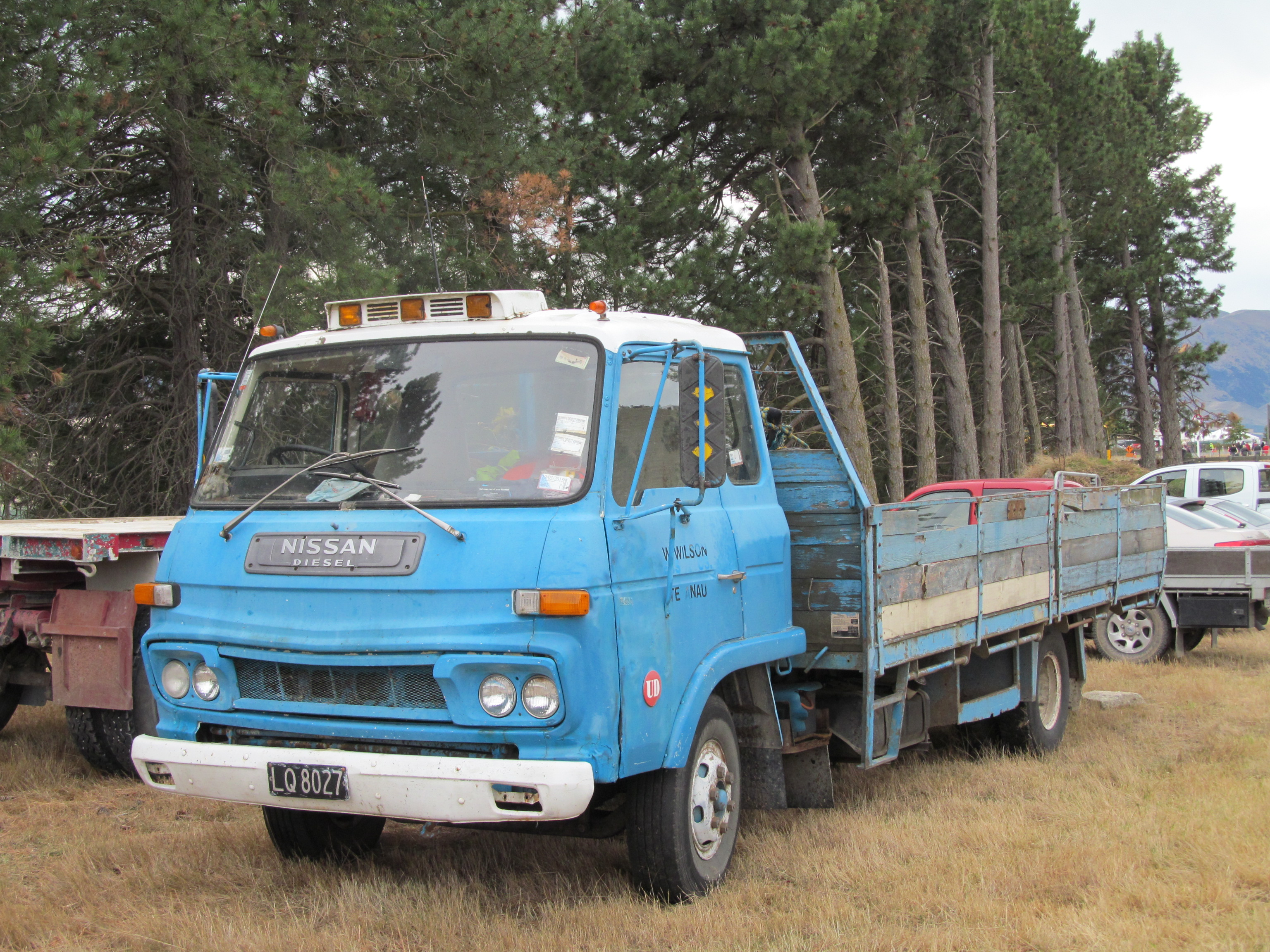

1975年推出，提供兩款引擎ED6和FD6T選擇，並設引擎冷卻裝置。
1979年因應當時排氣法規，ED6引擎轉為FD6。
1980年手動變速提升至六速。

### 第二代（1983-1993年）

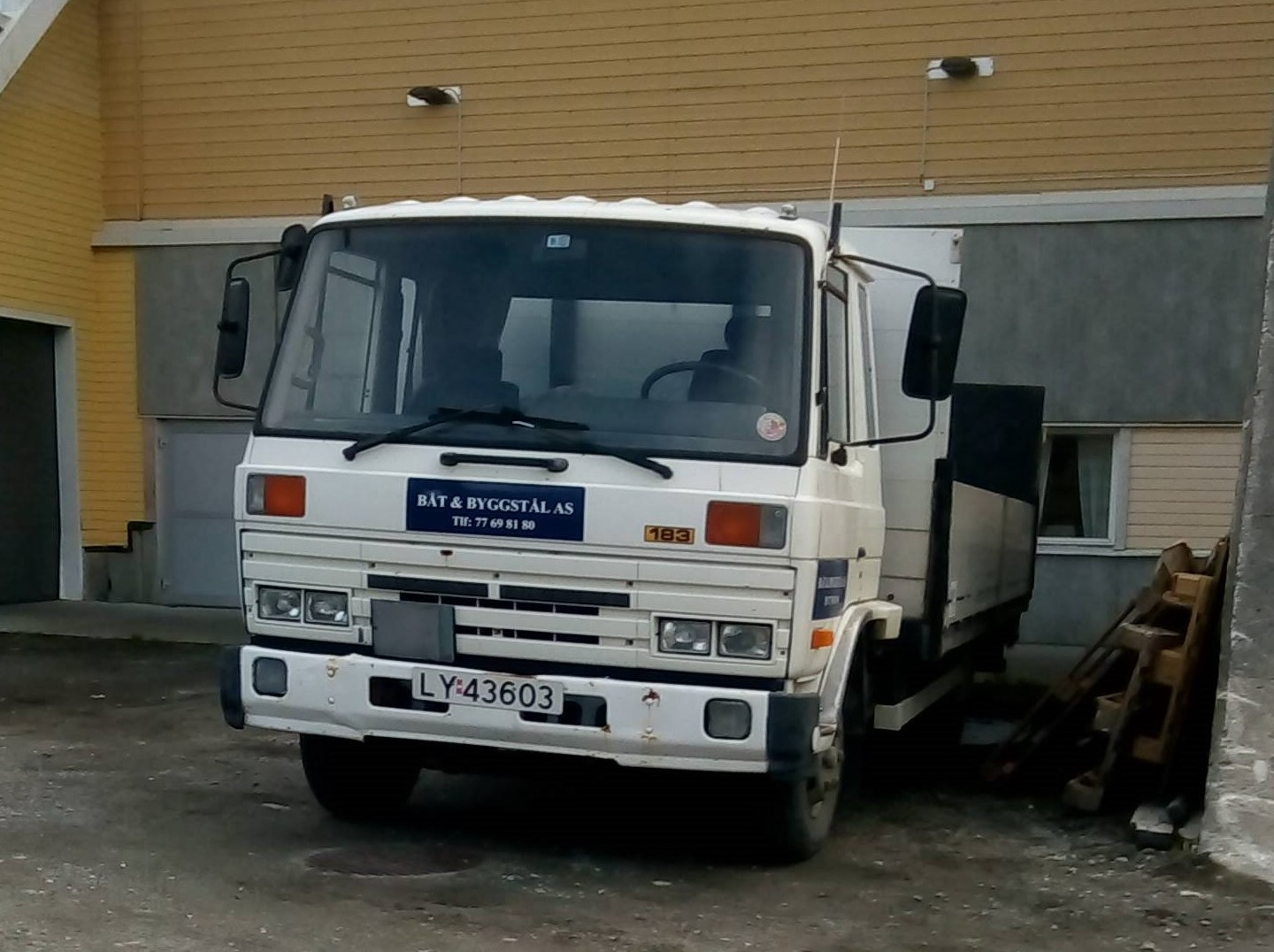

1983年進行換代，車身於上一代基礎上大修訂，以直線條為主。而為配合日本當地排氣法規修訂，引擎一律為FE6。與此同時，車頭燈統一為方形。
1984年，引擎分為非增压FE6（B）型和直接喷射涡轮FE6（C）型。
1989年，附設ABS煞車系統。

### 第三代（1993-2009年）

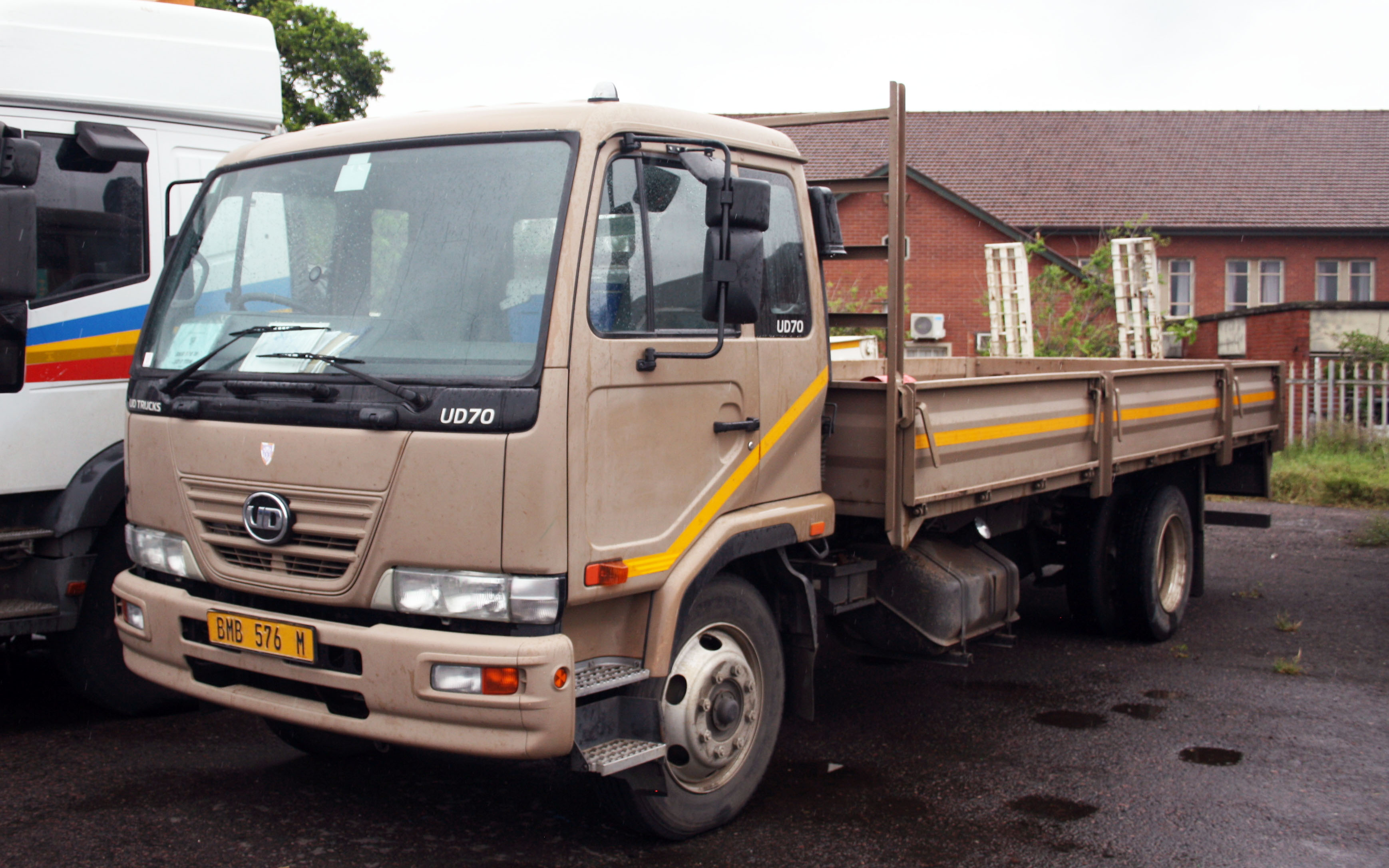

1993年推出第三代，回復回曲線形設計。除此之外變化不大，主要包括引擎規格合符1994年废气排放规定，以及1995年的Condor SS超轻型规格。
2000年进行了微小的改动，采用的倒梯形大前格栅，並用上「UD」廠徽。
2002年，推出了电容式混合动力版本，為世界第一款同類型卡車。與此同時純機械版本又增設自動變速箱。該年又獲得經濟產業省年度節能大獎。
2004年为符合2003年排放法规，将发动机更改为日野汽车J07E / J08E型发动机。

### 第四代（2010-2017年）
2010年率先於日本發售。

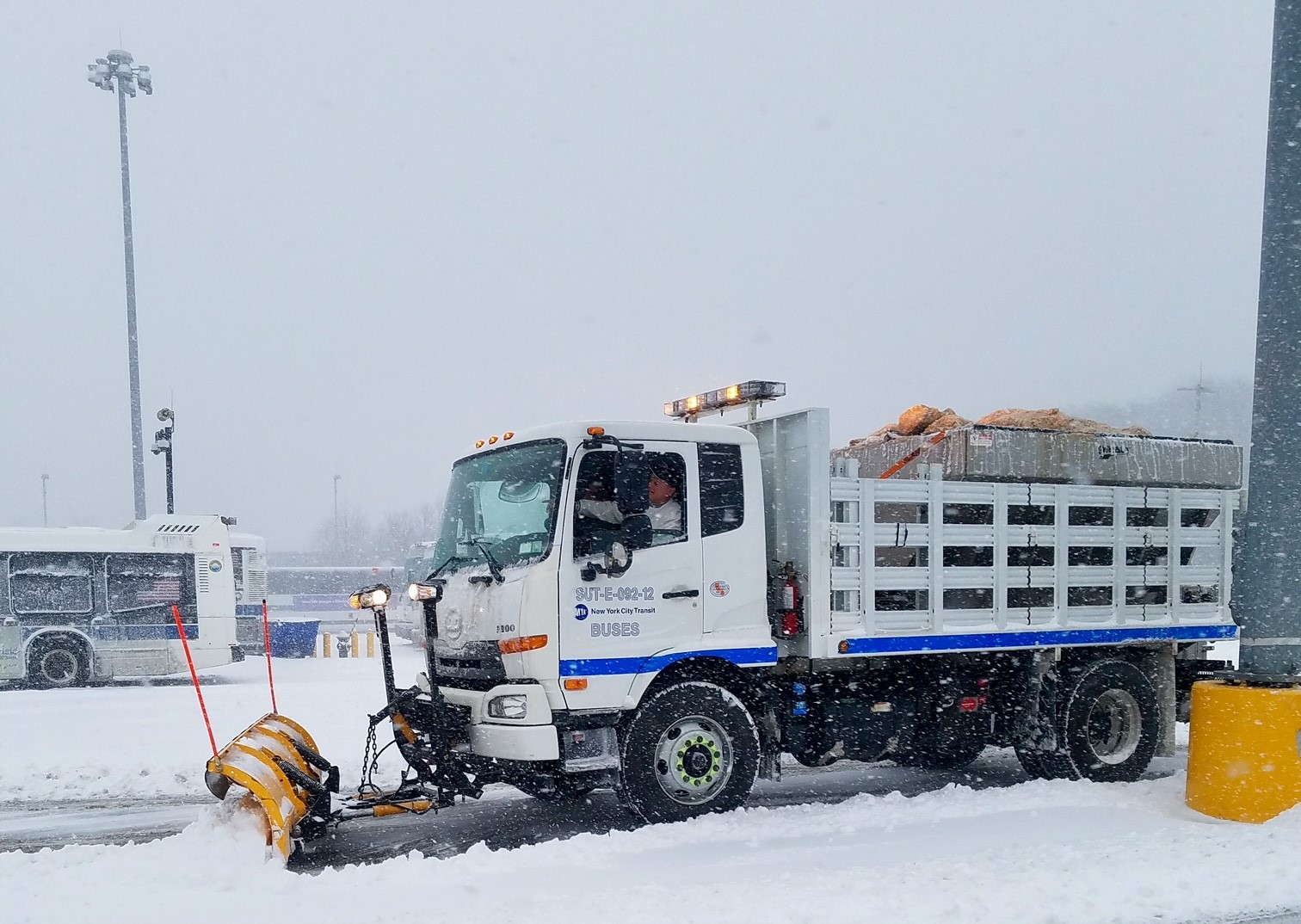

第四代基本上大部分零件，是與重型卡車Quon共享。其引擎為内部开发的GH7发动机。第四代首次采用了Quon所用的尿素SCR系统，以符合日本新的排放法规。同時，其排气制动杆的“打开”位置，已从传统的下拉位置（类似于日野/五十铃），更改为上推位置（类似于三菱扶桑）。
2011年，另加入GH5引擎供選擇。
隨著於日本與全球之銷量江河日下，加上母公司戰略調整，於2017年起停止生產。

### 第五代（2017年-現在）
第五代是五十鈴Forward以UD名義銷售，主要分別在於UD版本排氣柵款式。
1. ↑  . www.udtrucks.com.   [2023-01-31]. （原始内容存档于2023-03-27）.